# Yō-ga (peinture)

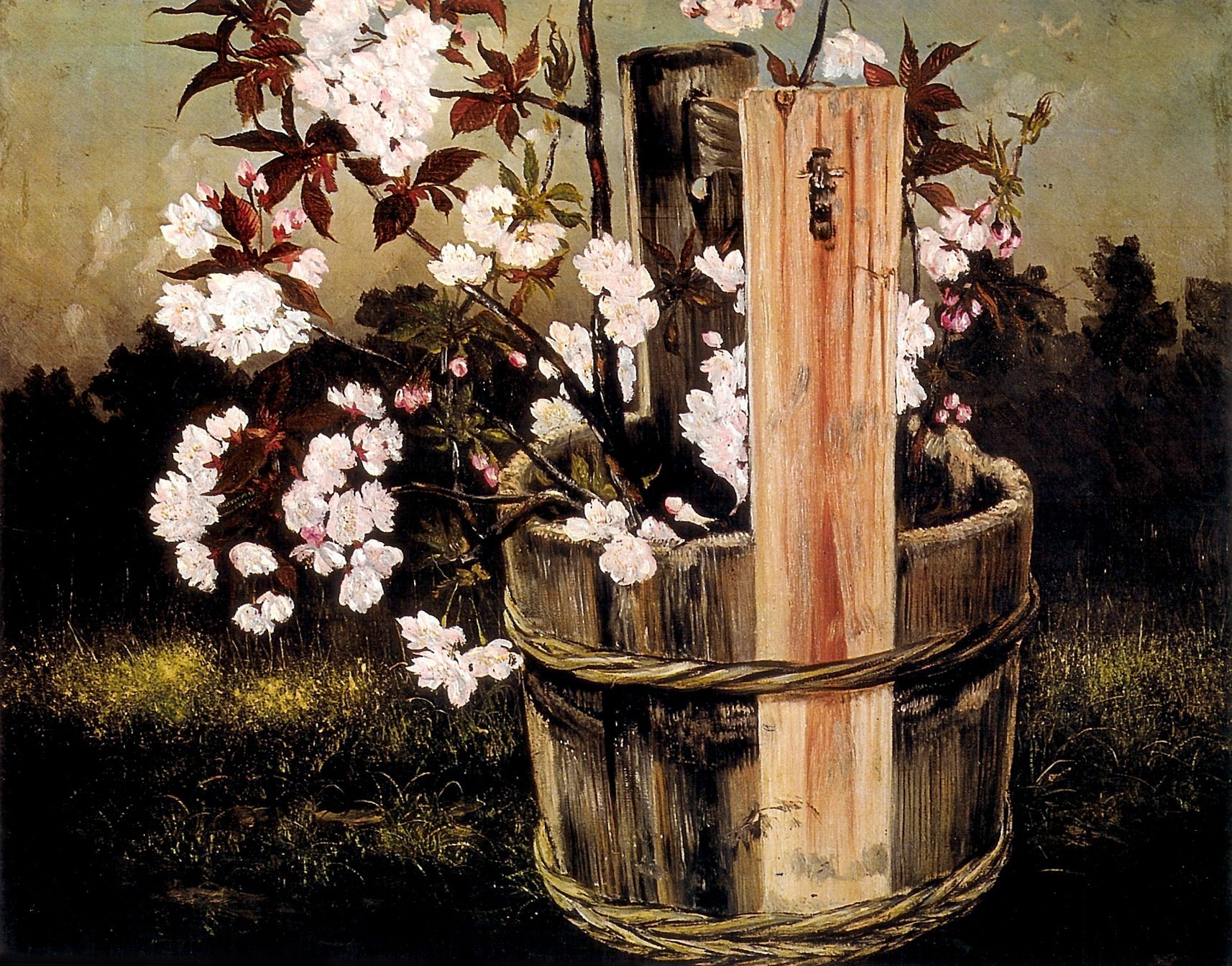
Takahashi : Corbeille de fleurs, 1879.

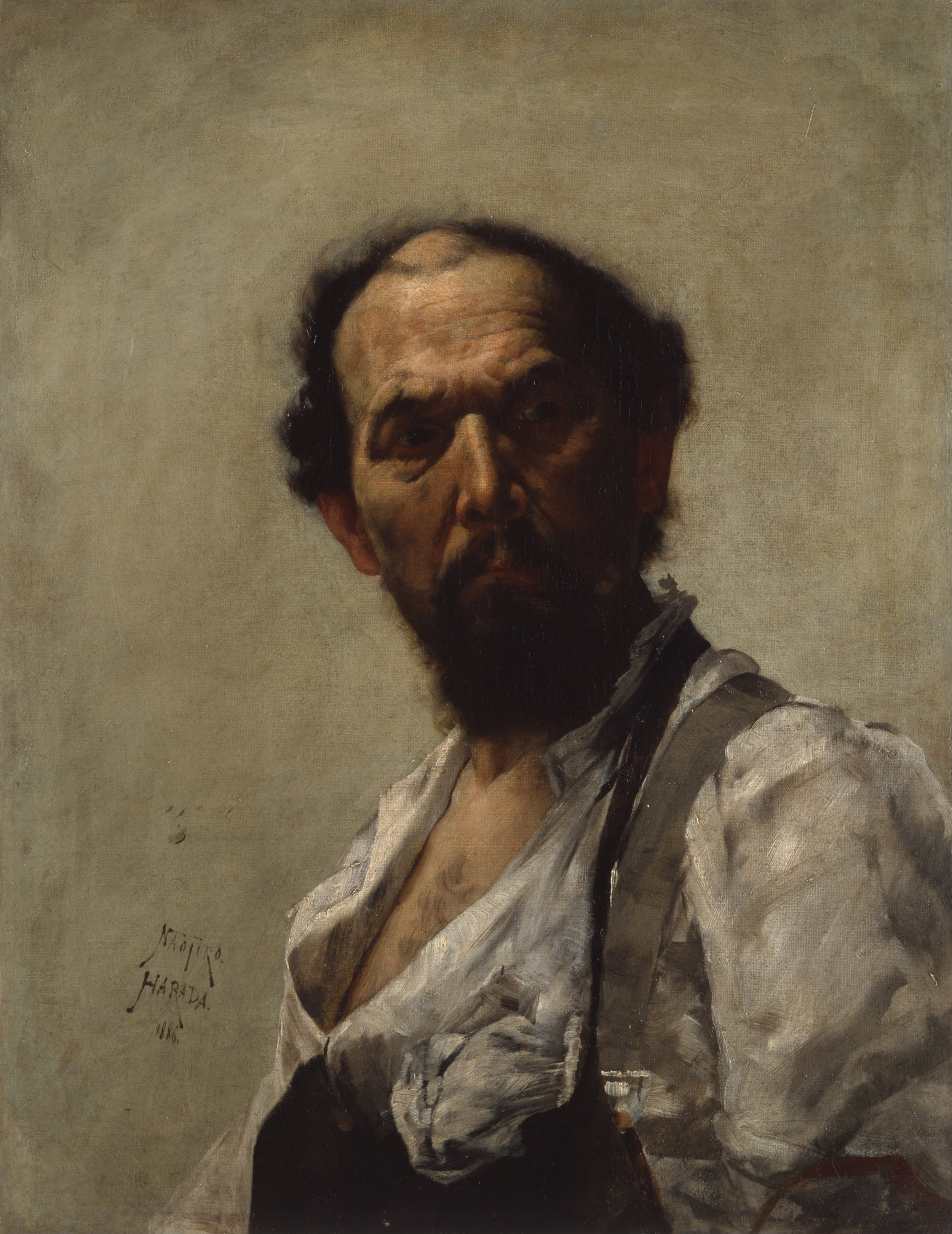
Harada : « Le vieux cordonnier ».

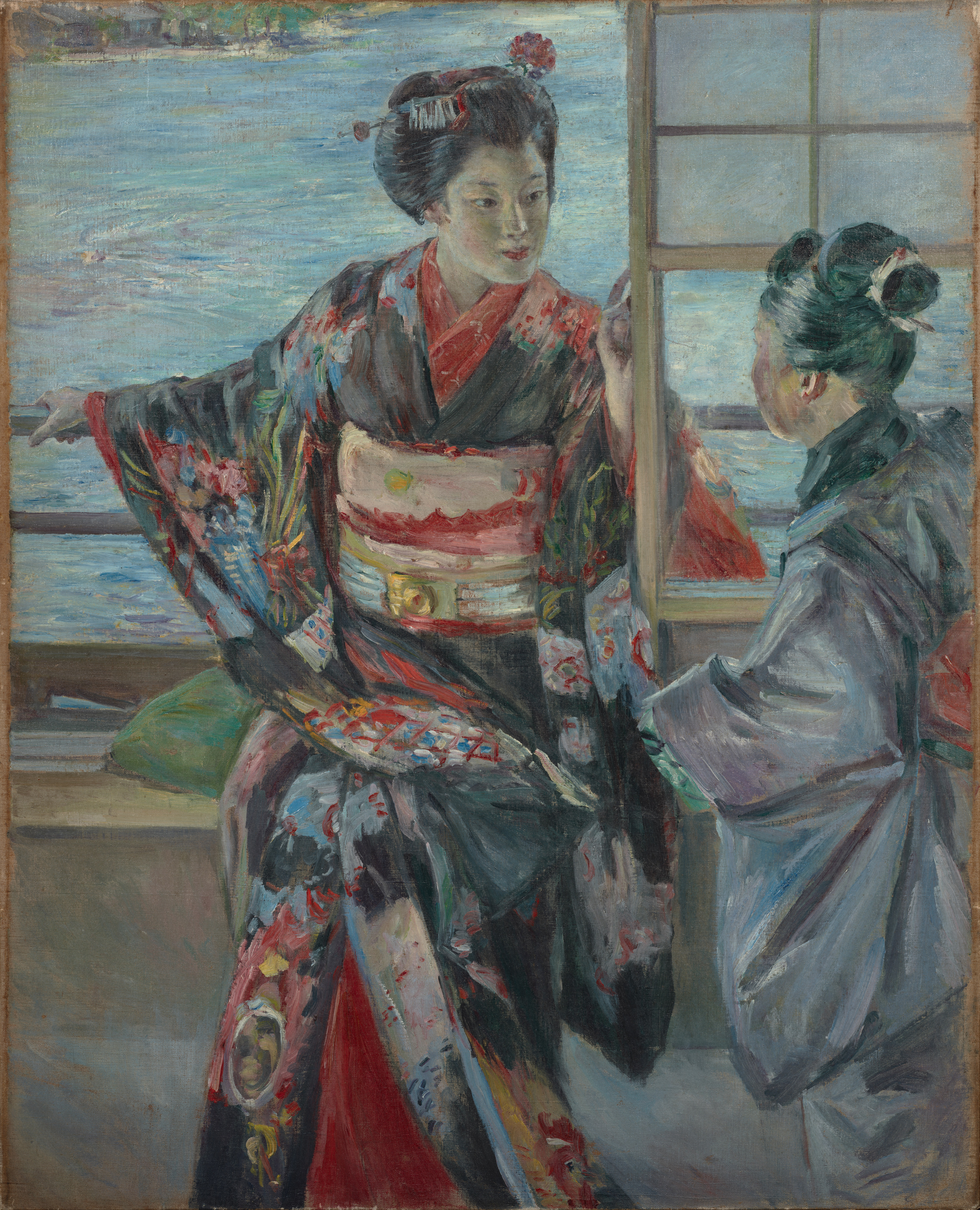
Kuroda : « Maiko », 1894.

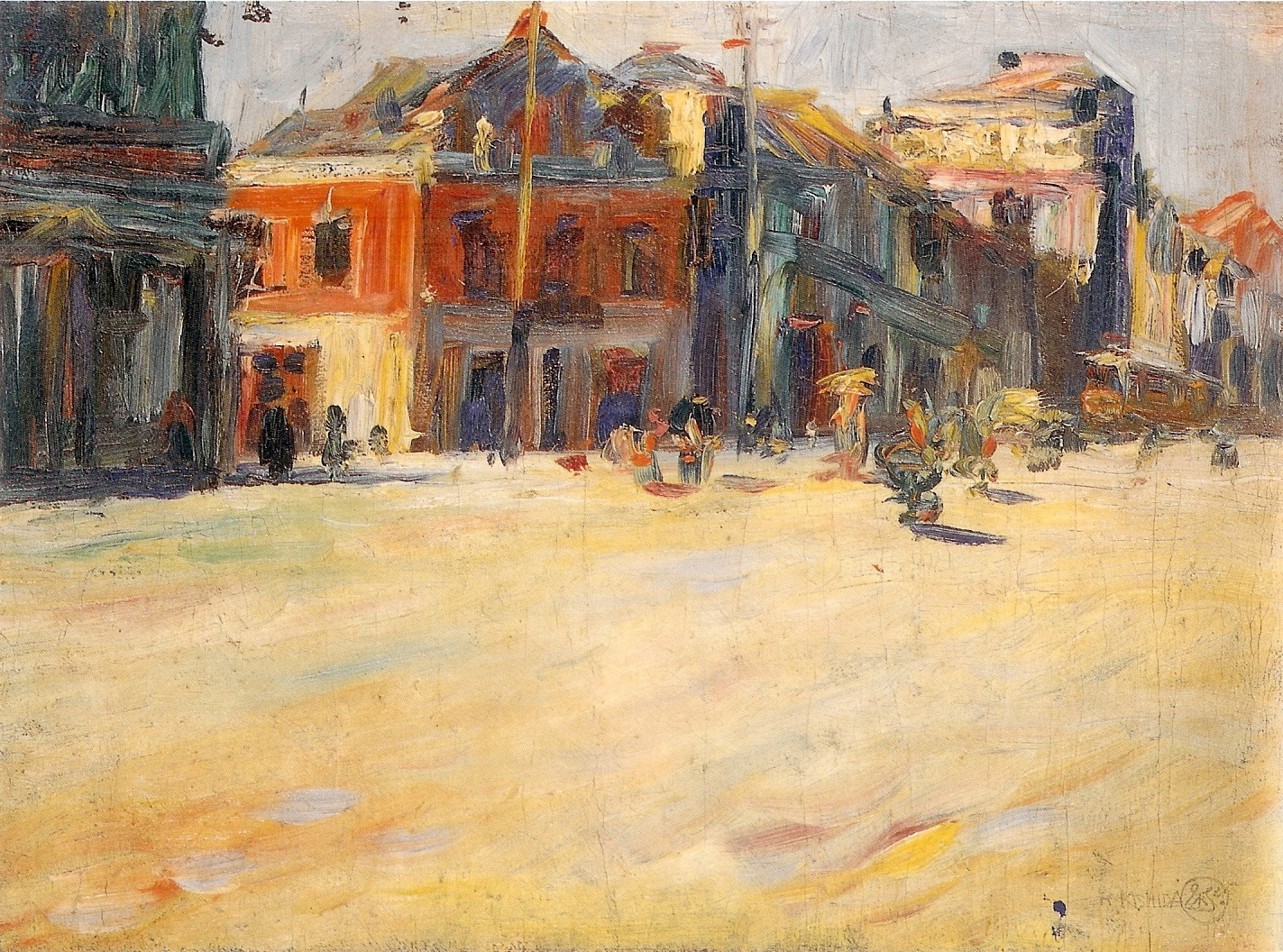
Kishida : « Ginza » (une rue de Tōkyō), 1911.

Le genre yō-ga (洋画) (littéralement « peinture occidentale ») est la peinture japonaise de style occidental qui apparaît après la restauration de Meiji en 1868.
Cette nouvelle école s'oppose à la peinture de style japonais nihonga. La séparation, introduite à l'ère Meiji, entre le genre yō-ga et le genre nihonga, avec chacun son répertoire différent de l'autre, subsiste encore de nos jours.

## Usage du terme
Le yō-ga, au sens large, comprend la peinture à l'huile, l'aquarelle, le pastel, les esquisses à la plume, la lithographie, l'eau-forte et les autres technique développées dans la culture occidentale. Dans un sens plus restreint, cependant, le yō-ga renvoie souvent plus spécifiquement à la peinture à l'huile.

## Périodes antérieures de l'art occidental

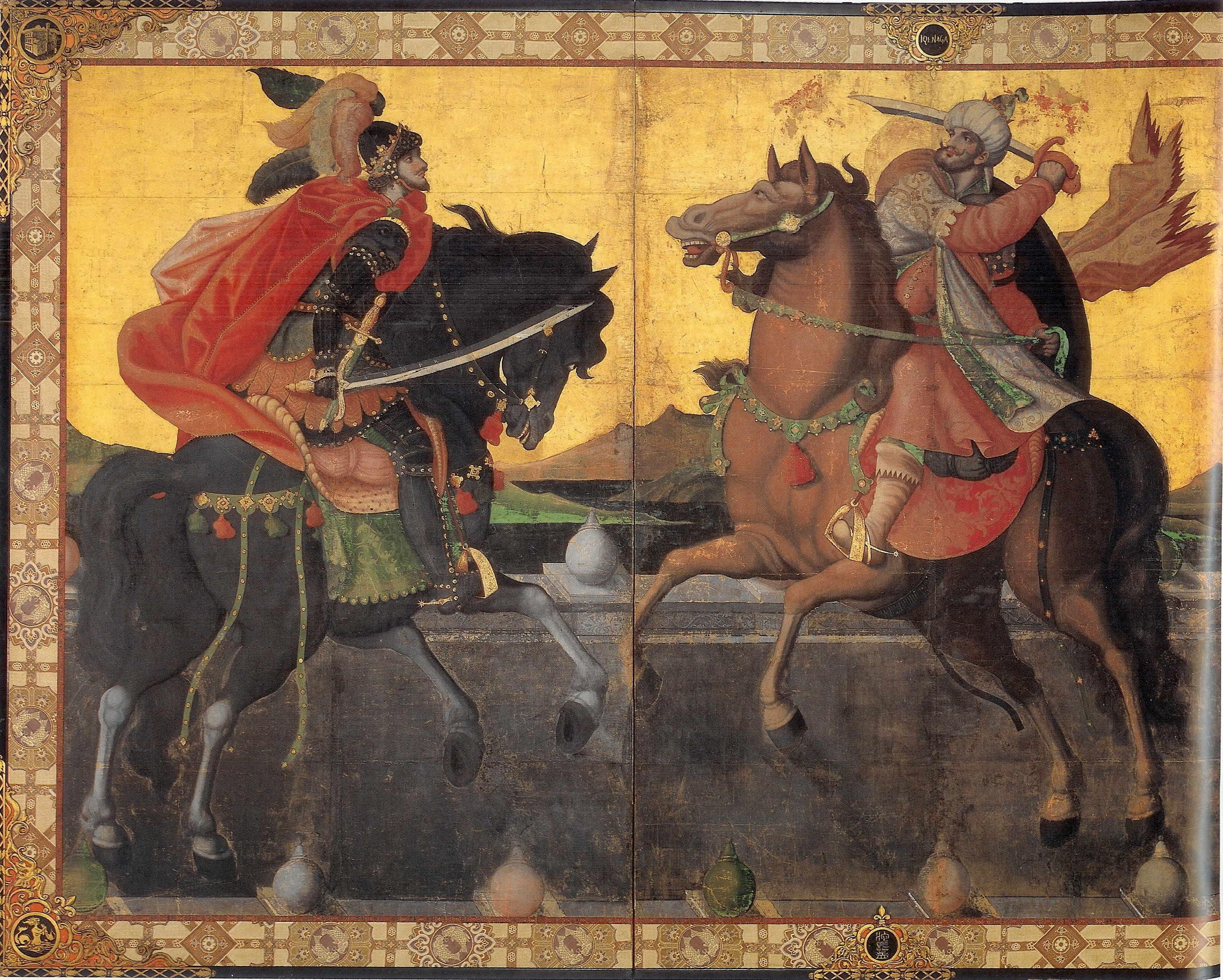
Paravent avec cavaliers (vers 1600), détail.

Sous l'égide des Jésuites arrivés au Japon après 1547, à la fin de l'époque de Muromachi, apparaissent des images chrétiennes de style occidental ainsi que des paravents représentant des scènes de cour profanes. Cette période se termine avec la fermeture du pays, mais un certain nombre d'images de cette époque est conservé en secret.
Une deuxième vague d'étude de l'art occidental commence après 1720, lorsque l'utilisation des livres occidentaux (sauf ceux ayant un contenu chrétien) est de nouveau autorisée. Certains peintres, par exemple Maruyama Ōkyo, reprennent des éléments de la peinture occidentale, comme l'usage des ombres, ou expérimentent la perspective centrale, mais ils restent profondément japonais. D'autres peintres s'aventurent plus avant et produisent dans les styles qu'il est convenu d'appeler « yōfuga » ou « ranga », styles très imprégnés de réalisme européen. L'un des premiers de ces peintres est Hiraga Gennai, dont seulement une peinture à l'huile nous est parvenue, mais qui introduit l'art occidental au domaine d'Akita. Les peintures issues de ce domaine sont connues sous le nom akita ranga. À côté de Satake Yoshiatsu (1748–1785), le prince d'Akita, Odano Naotake (1749–1780), qui plus tard illustre la première traduction d'un manuel médical, Shiba Kōkan (1747–1818) et Aōdō Enzen (1748–1822) font partie de cette génération d'artistes. Kawahara Keiga (1786–?) est peintre et dessinateur auprès de Franz von Siebold à Nagasaki.
En 1861, l'Anglais Charles Wirgman (1832-1891), journaliste et illustrateur de bande dessinée, arrive au Japon. Outre son activité principale, il enseigne la technique de la peinture à l'huile à des élèves tels que Takahashi Yuichi (1828–1894), Kobayashi Kiyochika et Goseda Yoshimatsu (1855–1915). Goseda poursuit sa formation à Paris et devient le premier peintre japonais admis à exposer au salon de Paris.

## Ère Meiji
Après la restauration Meiji de 1868, une vague de modernisation traverse toute la société japonaise, y compris les arts en général et la peinture en particulier. C'est d'abord le ministère de l'industrie (« Kōbu-shō »), responsable des arts visuels considérés alors comme un artisanat, qui se saisit de la question et fonde en 1876 une école d'art appelée « Kōbu bijutsu gakkō ». Celle-ci fonde son enseignement sur l'art italien et nomme professeurs le peintre Antonio Fontanesi (1818–1882), le sculpteur Vincenzo Ragusa (1841–1927) et plus tard l'architecte Giovanni Vincenzo Cappelletti (1847–1887). Fontanesi enseigne la peinture en plein air telle que la pratique l'école de Barbizon. Son élève le plus connu est Asai Chū (1856–1907), ainsi que Yamamoto Hōsui et Yamashita Rin. Au début de 1883 l'école est fermée, probablement par manque d'argent.
En 1887, après une interruption de quatre ans, sur l'insistance d'Okakura Kakuzō et d'Ernest Fenollosa, le ministère de la culture créé l'école supérieure d'art de Tōkyō (Tōkyō Bijutsu Gakkō) qui durera jusqu'en 1949. Le premier directeur de l’École des Arts est Hamao Arata (1849-1925), à qui succède Okajkura en 1890. Tandis que la peinture de style japonais nihon ga est d'abord le principal centre d'intérêt, la création en 1896 d'un département de peinture de style occidental appelée « yō-ga » est à l'origine de tensions qui amènent Okakura à démissionner de son poste de directeur en 1898 et à fonder avec ses partisans un groupe appelé Nihon Bijutsuin.
Pour les peintres du style yō-ga, la France est à présent la première destination à l'étranger, mais l'Allemagne ainsi que l'Italie reçoivent la visite de ces peintres japonais qui viennent s'y former ou perfectionner leur apprentissage. Hōsui Yamamoto (1850–1906) et Seiki Kuroda (1866–1924) font partie de ceux qui ont choisi Paris, tandis qu'Harada Naojirō (1863–1899), ami de Mori Ōgai, réside en Allemagne. Après avoir terminé ses études à Munich, Harada retourne au Japon où il fonde une école d'art privée, mais il meurt prématurément. Son tableau d'un cordonnier, peint en Allemagne, reste célèbre au Japon. Après son retour, Yamamoto fonde une école de peinture que fréquente entre autres Fujishima Takeji (1867–1942), qui devient plus tard professeur à l'école d'art de Tōkyō.

## Postérité
La génération suivante de peintres, déjà entièrement formés au Japon, comprend notamment Mango Kobayashi (1870-1947), maître de Yōzō Hamaguchi, Rinsaku Akamatsu (1878-1953), Kumagai Morikazu (1880–1977), Aoki Shigeru (1882–1911), Yumeji Takehisa (1884–1934), Fujita Tsuguharu (1884–1968), Tetsugorō Yorozu (1885–1927), Narashige Koide (1887–1931), Sōtarō Yasui (1888–1955), Umehara Ryūsaburō (1888–1955), Kishida Ryūsei (1891–1929), Koga Harue (1895–1931) et Koizumi Kishio (1893-1945).
Depuis cette époque, le yō-ga et le nihon-ga sont les deux principaux genres de la peinture moderne au Japon. Cette division se retrouve dans l'éducation et les expositions, ainsi que dans l'identification des peintres eux-mêmes à un genre ou à un autre. Dans de nombreux cas cependant, les artistes nihon-ga ont aussi adopté les techniques réalistes de la peinture occidentale, telles que la perspectives et l'ombrage. À cause de cette tendance à la synthèse, bien que le nihon-ga forme une catégorie distincte au sein des expositions annuelles (nitten) organisées par l'Académie japonaise d'art, il est devenu de plus en plus difficile ces dernières années d'établir une séparation nette entre les techniques et les matériaux des genres yō-ga et nihon-ga.

## Musées
Le Mie Prefectural Art Museum (三重県立美術館, Mie kenritsu bijutsukan), ouvert en 1982 à Tsu, possède une collection portant un accent particulier sur la peinture yō-ga.